# Willem Denys
Willem Denys (Roeselare, 3 september 1911 – Roeselare, 10 maart 1983) was een Belgische schrijver (pseudoniem: Willem De Hazelt) en volkskundige. Hij was de geestelijke vader van het Roeselaarse symboolpersonage Peegie.

## Biografie
Willem Denys werd geboren in een cultureel actieve familie. Zijn vader was Achiel Denys, een textielhandelaar die bevriend was met tal van schrijvers en kunstenaars. Achiel was onder meer schrijver voor het blad 't Manneke uit de Mane. Na zijn studies aan het lokale Klein Seminarie volgde Willem Denys les aan de Textielschool in Deinze. Hij nam de zaak van zijn ouders over, maar ook de culturele contacten van zijn vader.
Denys had een grote interesse in volkskunde en in het bijzonder voor de Roeselaarse stadsbevolking. Vooral de bevolkingsgroep van de 'Nieuwmarkters' genoot zijn bijzondere belangstelling. Dit was een groep Roeselarenaars die in de omgeving van de Diksmuidesteenweg en de Albrecht Rodenbachstraat woonden (de zogenaamde Nieuwmarkt). Ze hadden een lange traditie van leuren en voelden zich anders dan de rest van de stad. Ze vormden een hechte gemeenschap en ontwikkelden zelf een eigen taal. Denys beschreef het reilen en zeilen van deze gemeenschap in cursiefjes die gepubliceerd werden in het lokale weekblad 'Het Wekelijks Nieuws'. Uiteindelijk leidde dit tot twee romans met het personage 'Peegie' als centrale figuur.
Peegie was in werkelijkheid een man met dwerggroei die hier ooit gewoond had. In de romans van Denys werd het een jonge man die zijn jeugd op de Nieuwmarkt beleefde en de leurdersstiel van de andere Nieuwmarkters leerde. Het personage Peegie charmeerde de lezers en met zijn volkshumor en verkopersgeest werd hij al vlug het symbool voor de Roeselaarse volksaard. Het handel voeren zat er bij de stedelijke bevolking ingebakken. De figuur van Peegie dook al snel in andere werken op. In de jaren 1970 liet cultuurmaecenas Gilbert Bonte een bronzen beeld van het personage Peegie maken. In 1982 werd dit beeld op de Botermarkt geplaatst als symbool van de Roeselaarse handelsgeest en als eerbetoon aan Willem Denys wiens naam op de sokkel staat. Het plaatsen van het beeld was ook het startschot voor de oprichting van het erfgoedgenootschap 'De Maten van Peegie' die het verdedigen van de Roeselaarse volksaard en het promoten van de stad nastreeft.
Denys was ook in een ruimere context actief. In 1964 besloot hij met enkele andere West-Vlamingen 't Manneke uit de Mane, een volksalmanak, opnieuw uit te geven. Meteen werd een Ridderorde van 't Manneke uit de Mane gesticht waarvan Denys de eerste voorzitter werd. Hij overleed in 1983. 

## Werken
- 1949 - Peegie in z'n apejaren
- 1951 - Peegie zijn triem door 't leven